# Casa Palacio de la calle Ministro Benavides (Villacarrillo)
La Casa Palacio de la calle Ministro Benavides, número 51, de Villacarrillo (Jaén, España) es un inmueble singular de dicha población, perteneciente a la renovación arquitectónica de la provincia de Jaén en los años finales del siglo XIX, siendo representativa de las residencias urbanas vinculadas a las actividades fabriles de tipo agrícola relacionadas con la transformación de la aceituna y el cereal. 
La casa fue construida a finales del siglo XIX a instancias del entonces su propietario Matías Pastor y García sobre un edificio anterior, probablemente del siglo XVIII, del que todavía quedan elementos estructurales en la zona trasera. La remodelación de su residencia familiar consistió fundamentalmente en la aplicación de la nueva fachada y de las dependencias interiores.

## Descripción
El inmueble se configura como un volumen rectangular de gran profundidad que conjuga la doble funcionalidad de casa urbana residencial en las primeras crujías y factoría agrícola rural en las estancias situadas tras el patio, carácter que viene determinado por su ubicación, ya que se encuentra en el borde septentrional de la población.
La fachada, el elemento de la casa más destacado por el equilibrio de sus ornamentos y el labrado de la piedra que la compone, es de cantería perfecta de estilo modernista. Presenta dos plantas y sótano ventilado por cuatro ventanas de buena forja. En la primera planta la puerta principal, de vano adintelado, se encuentra centrada y flanqueada por columnas estriadas con capiteles de estilo modernista, apoyadas sobre el zócalo y con el vano coronado por un frontón semicircular decorado mediante tacos, en cuyo centro aparece un medallón con las iniciales MP (Matías Pastor) entrelazadas y labradas. A ambos lados se abren cuatro grandes ventanales adintelados, dos a cada lado, con pretiles de hierro colado abalaustrados y flanqueados por pilares estriados con capiteles similares a los de la portada. En la planta superior se abren cinco balcones que apoyan sobre ménsulas, con pretiles de hierro colado y con vanos adintelados flanqueados por pilastras, con las mismas características que los de la planta baja aunque coronados con frontones semicirculares. Se remata la fachada con una cornisa decorada con motivos vegetales sobre la que apoya un pretil de piedra tallada que impide ver el tejado.
El interior, de menor relevancia, es fiel reflejo de una casa burguesa del siglo XIX. Se accede a través de un amplio vestíbulo al que se abren las habitaciones y la escalera de acceso a la segunda planta que repite la misma distribución. En la zona trasera se configura un patio ajardinado que comunica con la construcción dedicada a las labores agrícolas, probablemente resto de una edificación anterior del siglo XVIII. Estas dependencias traseras conservan todavía la antigua maquinaria para la producción aceitera y el almacenamiento del aceite y tras ellas se abre un segundo patio, de grandes dimensiones y con maquinaria pesada, cerrado a la calle por un muro de cantería. En este cuerpo los huecos en conjunto no presentan carpintería ni cierre alguno y el mantenimiento de las paredes y muros es escaso.